# Close to You (The Carpenters)
Close to You is het tweede studioalbum van het Amerikaanse duo The Carpenters, uitgebracht op 19 augustus 1970. Het album bevat de hitsingles "(They Long to Be) Close to You", "I'll Never Fall in Love Again" en "We're Only Just Begun".
Het album bereikte de tweede plaats in de Amerikaanse Billboard 200 en de hoogste plaats in Canada. Het werd dubbelplatina in de VS met 2 miljoen verkochte exemplaren.

## Tracklist
Zang van Karen Carpenter, tenzij anders aangegeven.
| 1.                 | We've Only Just Begun (zang: Karen en Richard Carpenter) | 3:04 |
| 2.                 | Love Is Surrender (zang: Karen en Richard Carpenter)     | 1:59 |
| 3.                 | Maybe It's You                                           | 3:09 |
| 4.                 | Reason to Believe                                        | 3:02 |
| 5.                 | Help                                                     | 3:02 |
| 6.                 | (They Long to Be) Close to You                           | 4:34 |
| Totale duur: 18:50 |                                                          |      |

| 7.                 | Baby It's You                                  | 2:50 |
| 8.                 | I'll Never Fall in Love Again                  | 2:56 |
| 9.                 | Crescent Noon                                  | 4:09 |
| 10.                | Mr. Guder                                      | 3:17 |
| 11.                | I Kept On Loving You (zang: Richard Carpenter) | 2:13 |
| 12.                | Another Song                                   | 4:22 |
| Totale duur: 19:47 |                                                |      |

## Musici
- Karen Carpenter – zang en drums
- Hal Blaine – drums
- Richard Carpenter – zang en keyboard
- Joe Osborn – basgitaar
- Danny Woodhams – basgitaar
- Jim Horn – blaasinstrument
- Bob Messenger – blaasinstrument
- Doug Strawn – blaasinstrument